# 荻生村
荻生村（おぎうむら）は、かつて富山県下新川郡にあった村。

## 村明の由来
かつては『焼野（やけの）』と称していたが、一望『荻』が生い茂っていたところから荻生と名づけたと伝えられている。江戸時代初頭に黒部川の洪水によって村が二分されるまでは、いまの入善町小摺戸・青木にまで及ぶ大村であった。

## 沿革
- 1889年（明治22年）4月1日 - 町村制の施行により、下新川郡荻生村、長屋新村、荻生新村、箱根新村、内野新村、沖新村、堂林新村、清水新村、大橋新村及び荻生五郎八開の区域をもって、下新川郡荻生村が発足する[5]。
- 1915年（大正4年）11月 - 大字を荻生、荻生新、五郎八、長屋の4つに統合[5]。
- 1940年（昭和15年）2月11日 - 下新川郡三日市町、石田村、田家村、村椿村、大布施村、前沢村、荻生村及び若栗村が合併して、下新川郡桜井町が発足する。

## 歴代村長
出典→
1. 稲垣吉郎兵衛（1889年5月30日 - 1897年5月30日）
2. 森内徳次郎（1897年5月31日 - 1914年9月28日）
3. 有倉長勝（1914年11月9日 - 1924年11月11日）
4. 有倉善次（1924年12月3日 - 1925年5月8日）
5. 森内亀太郎（1926年3月25日 - 1940年2月11日桜井町への合併まで）

※4代目と5代目の間は村長不在のため助役の森内保孝が代行。